# Келси Ворел
Келси Ворел (енгл. Kelsi Worrell; Вурхис, 15. јул 1994) америчка је пливачица чија специјалност је пливање делфин стилом.
Први значајнији успех у каријери остварила је на Панамеричким играма 2015. у Торонту освајањем златних медаља у трци на 100 метара делфин, те у штафети 4×100 метара мешовитим стилом. На истом такмичењу осваја и сребро у штафетној трци 4×100 метара слободним стилом. 
На америчким трајалсима за Летње олимпијске игре 2016. у Рио де Жанеиру, одржаним у Омахи, освојила је прво место у трци на 100 метара делфин стилом и по први пут изборила наступ на олимпијским играма. У Рију је у својој примарној дисциплини 100 метара делфин заузела 9. место у полуфиналу и није успела да се пласира у финале. У штафети 4×100 метара мешовито освојила је златну олимпијску медаљу.